# Кишкино (Семёнковский сельсовет)
Кишкино — деревня в Вологодском районе Вологодской области.
Входит в состав Семёнковского сельского поселения, с точки зрения административно-территориального деления — в Семёнковский сельсовет.
Расстояние по автодороге до районного центра Вологды — 16 км, до центра муниципального образования Семёнково — 8 км. Ближайшие населённые пункты — Мольбища, Петраково, Турбачево.
По переписи 2002 года население — 2 человека.